# Elfriede Brinkmann-Brose
Elfriede Brinkmann-Brose (* 18. Juni 1887 in Liegnitz als Frieda Brose; † 12. Februar 1970 in Berlin) war eine deutsche Malerin und Mitglied im Verband Bildender Künstler der DDR.

## Leben
Elfriede Brinkmann-Brose wurde als drittes von vier Kindern des Tuchfabrikanten Gustav Brose und dessen Ehefrau, der Pastorentochter Martha Brose geb. Lubisch in Liegnitz in Niederschlesien geboren. Nach Besuch der Höheren Töchterschule in Liegnitz widmete sie sich ganz ihrem Talent der Malerei und nahm Porträtunterricht bei dem Maler und Grafiker Theodor Blätterbauer in Liegnitz. Nachdem das Unternehmen des Vaters in Konkurs gegangen war, zog die Familie nach Gößnitz um und sie ihre ausbildung bei Blätterbauer in Altenburg fort. Wenige Jahre später siedelte sich die Familie 1911 in Friedrichshagen (ab 1920 zu Berlin) an.
In Berlin besuchte Elfriede Brinkmann-Brose die II. Handwerkerschule und studierte dort bei dem französisch-deutschen Maler und Zeichner George Mosson, einem Gründungsmitglied der Berliner Secession. Als der Vater nach schwerer Krankheit 1912 im Alter von 58 Jahren starb, stand die Familie vor erheblichen finanziellen Schwierigkeiten. Für die 25-jährige Elfriede Brinkmann-Brose war das Anlass, zum Unterhalt der Familie beizutragen. Dies wurde umso dringender, als der jüngste Bruder 1919 26-jährig an der Spanischen Grippe starb. Auf schlesischen Rittergütern erteilte sie den Töchtern der Gutsherren schlecht bezahlten Malunterricht oder vervollständigte mit Porträts die Ahnengalerien.
1920 lernte sie den Architekten Friedrich Brinkmann kennen und heiratete ihn ein Jahr später. 1923 wurde der gemeinsame Sohn geboren. Als sich der Ehemann 1924 als Architekt selbständig machte, wirkte sie überwiegend für ihn und mit ihm, übernahm aber auch Arbeiten im näheren Umfeld seiner Bauten. So entstand 1929 ein großes Lutherbild für den Luthersaal des Gemeindehauses der evangelischen Kirchengemeinde in Berlin-Friedrichshagen, das nach den Entwürfen von Brinkmann gebaut wurde. In Friedrichshagen pflegte das Paar Kontakte zu zahlreichen Künstlern, so u. a. zu dem Maler und Illustrator Fidus (Hugo Höppener) und dem Landschaftsmaler Paul Mishel.
Nach dem Tod ihres Ehemanns 1945 widmete sich Elfriede Brinkmann-Brose wieder verstärkt der Malerei. Es entstanden zahlreiche Werke, vornehmlich Porträts. Aber auch die Landschaft um den Müggelsee, Blumen und Natur waren ihr stete Inspiration. Als sie 1952 dem Verband Bildender Künstler der DDR beitrat, erhielt sie auch einige Aufträge vom Berliner Magistrat, so u. a. für ein Porträt der Schauspielerin Margarete Kupfer.
Freundschaft pflegte sie mit der Familie des Dichters Johannes Bobrowski, vor allem zu dessen Mutter. Weitere intensive Kontakte unterhielt sie zu der ebenfalls in Friedrichshagen ansässigen Malerin und Schriftstellerin Charlotte E. Pauly, zu dem Maler, Radierer und Grafiker Wilhelm Lategahn und dessen Frau sowie zu der Bildhauerin Ingeborg Hunzinger.